# Disco de Nipkow

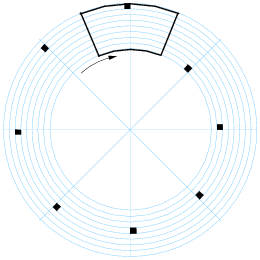
Esquema mostrando os caminhos circulares traçados pelos buracos em um disco de Nipkow.

O disco de Nipkow consistia num aparelho, inventado em 1884 por Paul Nipkow, para enviar uma imagem em movimento de um local para outro, por meio de um condutor eléctrico. Para isso, utilizava uma propriedade do Selénio: o fato de a condutividade eléctrica deste elemento ser maior consoante a sua iluminação. Decompondo uma imagem num conjunto de pontos escuros e luminosos, estes poderiam ser convertidos em sinais de corrente eléctrica, de intensidade proporcional à claridade dos pontos.